# Holsworthy
Holsworthy är en stad och en civil parish i Torridge i Devon i England. Orten har 2 256 invånare (2001). Byn nämndes i Domedagsboken (Domesday Book) år 1086, och kallades då Haldeword/Haldeurdi.